# Cooperia (animal)
Cet article concerne le genre de nématodes. Pour le genre de plantes, voir Cooperia (plante).
Genre
Cooperia est un genre de nématodes de la famille des Cooperiidae. 

## Liste des espèces
Selon GBIF (29 mai 2025) :
- Cooperia asamati Spiridonov, 1985
- Cooperia aserbaidjanica Mamedov, 1969
- Cooperia bisonis Cram, 1925
- Cooperia curticei (Giles, 1892)
- Cooperia mcmasteri Gordon, 1932
- Cooperia onchophora (Railliet, 1898)
- Cooperia pectinata Ransom, 1907
- Cooperia punctata (Linstow, 1907)
- Cooperia surnabada Antipin, 1931

## Systématique
Le nom valide complet (avec auteur) de ce taxon est Cooperia Ransom (d), 1907.
Cooperia a pour synonymes :
- Cooperioides Daubney, 1933
- Cooperoides